# تشاد كولينز
تشاد كولينز (بالإنجليزية: Chad Collins)‏ هو لاعب غولف أمريكي، ولد في 20 سبتمبر 1978 في إنديانابوليس في الولايات المتحدة.

## وصلات خارجية
- تشاد كولينز على موقع رابطة لاعبي الغولف المحترفين (الإنجليزية)
- تشاد كولينز على موقع التصنيف العالمي الرسمي للغولف (الإنجليزية)